# Grodzie (Rozogi)
Grodzie (deutsch Rosengarten) ist ein kleiner Ort in der polnischen Woiwodschaft Ermland-Masuren und gehört zur Gmina Rozogi (Landgemeinde Friedrichshof) im Powiat Szczycieński (Kreis Ortelsburg).

## Geographische Lage
Grodzie liegt in der südlichen Mitte der Woiwodschaft Ermland-Masuren, 25 Kilometer südöstlich der Kreisstadt Szczytno (deutsch Ortelsburg).

## Geschichte
Rosengarten entstand 1868 als neue Siedlung nördlich von Zawoyken (1934 bis 1945 Lilienfelde, polnisch Zawojki) an der Straße nach Willamowen (1932 bis 1945 Wilhelmshof, polnisch Wilamowo) bzw. Friedrichshof (polnisch Rozogi). Bei den Siedlern handelte es sich im Wesentlichen um Landwirte aus Anhaltsberg (polnisch Łysa Góra), die hier ihre Höfe errichteten, von denen in den 1930er Jahren noch zwei kleinere existierten. Rosengarten war bis 1945 eine Ortschaft in der Gemeinde Zawoyken (1934 bis 1945 Lilienfelde) im ostpreußischen Kreis Ortelsburg.
Mit dem gesamten südlichen Ostpreußen wurde Rosengarten 1945 in Kriegsfolge an Polen überstellt. Der kleine Ort erhielt die polnische Namensform „Grodzie“ und ist heute als Kolonie eine Ortschaft im Verbund der Landgemeinde Rozogi (Friedrichshof) im Powiat Szczycieński (Kreis Ortelsburg), bis 1998 der Woiwodschaft Ostrołęka, seither der Woiwodschaft Ermland-Masuren zugehörig.

## Kirche
Wie die Muttergemeinde Zawoyken/Lilienfelde war Rosengarten bis 1945 in die evangelische Kirche Friedrichshof (Rozogi) in der Kirchenprovinz Ostpreußen der Kirche der Altpreußischen Union sowie in die römisch-katholische Kirche Liebenberg (Klon) im damaligen Bistum Ermland eingepfarrt. Der Bezug nach Klon – jetzt dem Erzbistum Ermland zugeordnet – besteht katholischerseits noch heute. Die evangelischen Einwohner Grodzies gehören jetzt zur Kirche in Szczytno (Ortelsburg) in der Diözese Masuren der Evangelisch-Augsburgischen Kirche in Polen.

## Verkehr
Grodzie liegt unweit der beiden Landesstraßen DK 53 und DK 59 und ist über Rozogi schnell zu erreichen. Eine Bahnanbindung besteht nicht.